# یادداشت مرگ (فیلم)
یادداشت مرگ (انگلیسی: Death Note) یک فیلم کارآگاهی فراطبیعی ژاپنی محصول سال ۲۰۰۶ است که بر اساس مانگایی ژاپنی به همین نام، اثر تسوگومی اوبا و تاکه‌شی اوباتا ساخته شده است.

## بازیگران
- تاتسویا فوجیوارا
- کنیچی ماتسویاما
- آساکا ستو
- اریکا تودا
- هیراکی میتسوشیما
- یو کاشی
- تاکشی کاگا
- آی مائدا
- ماساهیکو تسوگاوا